# Арцаський державний історико-краєзнавчий музей
Арцаський державний історико-краєзнавчий музей, також Арцаський державний музей — головний історичний та краєзнавчий музей зниклої Нагірно-Карабаської Республіки.

## Опис
Арцаський державний історико-краєзнавчий музей є історико-культурним осередком, в якому представлена історія Карабаху з найдавніших часів до наших днів. З початку його заснування, з 1939 року, незважаючи на анти-вірменську політику Радянського Азербайджану і роки в війни, розв'язаної їм в Карабасі, музей зміг зібрати і зберегти духовні та матеріальні цінності карабаського народу.
Фонди Арцаського державного історико-краєзнавчий музею налічують понад 50 тисяч історико-культурних артефактів, що розповідають про витоки зародження і розвитку цивілізації на території сучасного Карабаху.
Виставкові зали музею починаються з вітрин, демонструють макети природних ландшафтів Арцаху.
Далі слідує зал археології. Тут, зокрема, представлені зразки скам'янілостей, ранні знаряддя праці кам'яної доби, різноманітні бронзові предмети (прикраси, зброя, посуд), що збереглися з часів держави Урарту дивовижні орнаментовані керамічні ємності, вірменські, римські, перські, арабські срібні та мідні монети, і т. д.
Зал середньовіччя починається з фотографії і прикладеною до неї карти однієї з перших арцаських церков (4 століття) — Амараського монастиря, заснованого Григорієм Просвітителем, першим вірменським християнським філософом. Тут представлені також документальні свідоцтва його проповідей на Південному Кавказі.
Особливий інтерес викликає відділ етнографії, в якому демострація починається з вітрини сімейного побуту стародавнього арцахця (бабуся плете нитку прядкою, а дідусь шиє трюльники — взуття з виробленої ним самим шкіри). Також виставлений старовинний килимоткачний верстат, зразки арцаського ткацького мистецтва — килими 18-20 століть.
У 19 столітті центром вірменської національної культури було м. Шуші, про що розповідають старовинні євангелія, друковані книги, фотографії.
Документальними артефактами багаті зали сучасної історії, де демонструються експонати, що розповідають про національно-визвольну боротьбу карабаських вірмен проти Азербайджану в 1918—1921 роках. Тут представлена карта Вірменії 1926 року, виконана на підставі союзного договору від 10 серпня 1920 року, документи, що підтверджують трагічні події в Шуші 23 березня 1920, розповідають про насильницьке приєднання Нагірного Карабаху до Радянського Азербайджану.
Останні зали музею розповідають про сучасний арцаський рух, національно-визвольну боротьбу, згуртованості всього вірменського народу в післявоєнний період з метою зміцнення Нагірно-Карабаської Республіки.
У музеї розташована також невелика букіністична крамниця, де можна купити буклети, книжки та фотоальбоми про Карабах.
Музей працює щодня з 9:00 до 17:00, вихідний день — неділя. Вхід до музею — безкоштовний. При бажанні відвідувачі можуть дати невеликі чайові екскурсоводу.

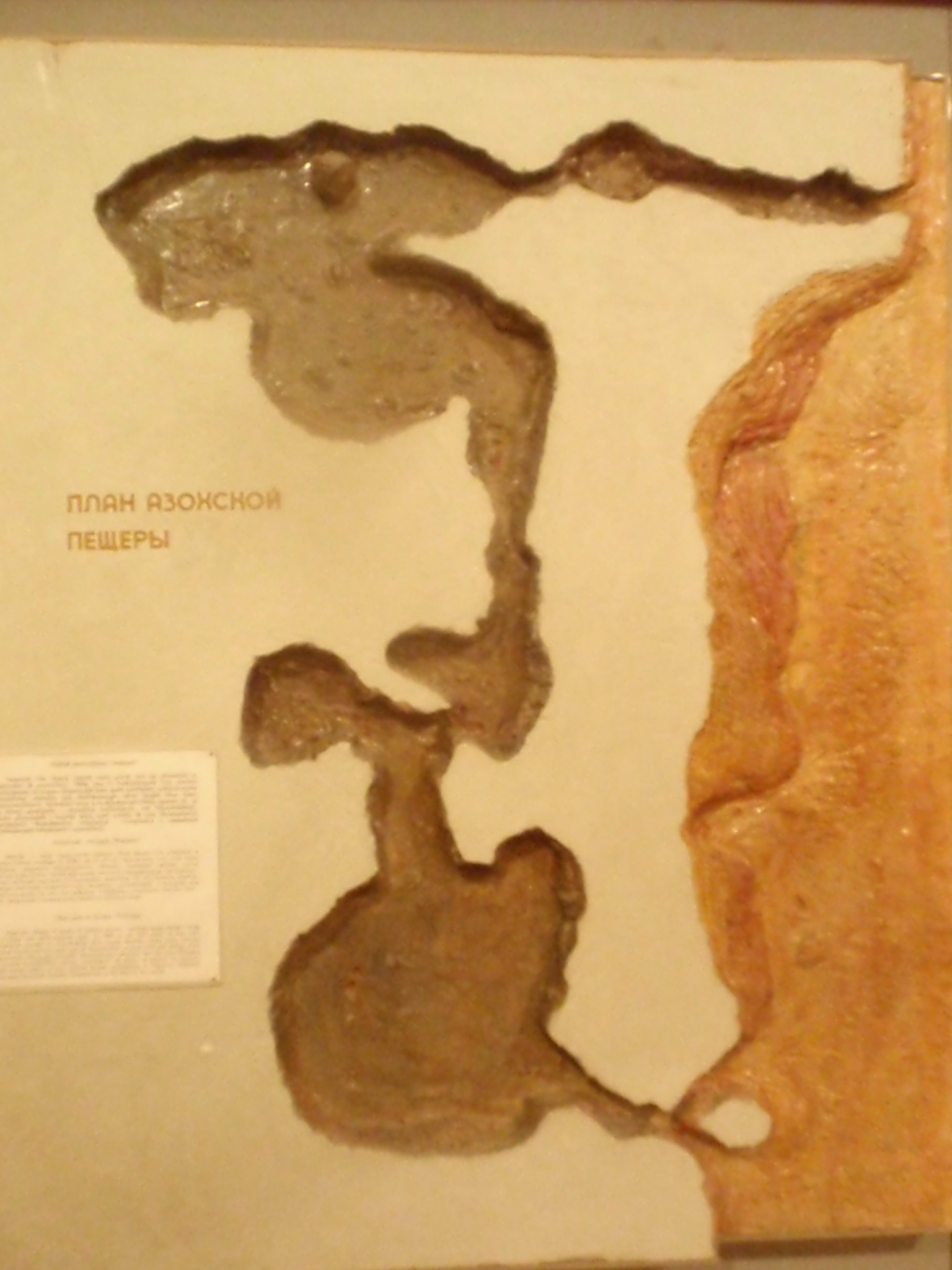
План Азоської печери
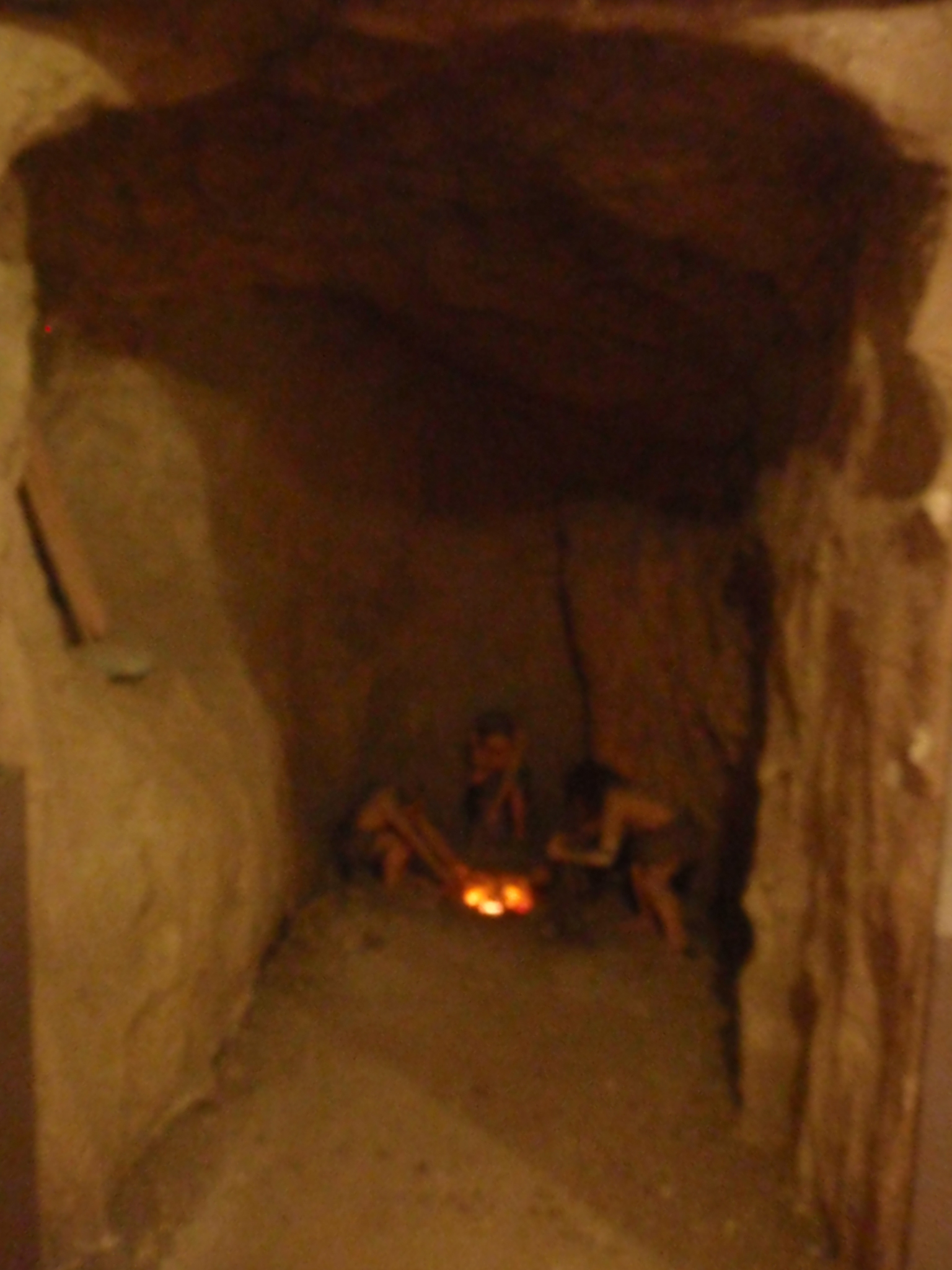
Відтворення Азоської печери
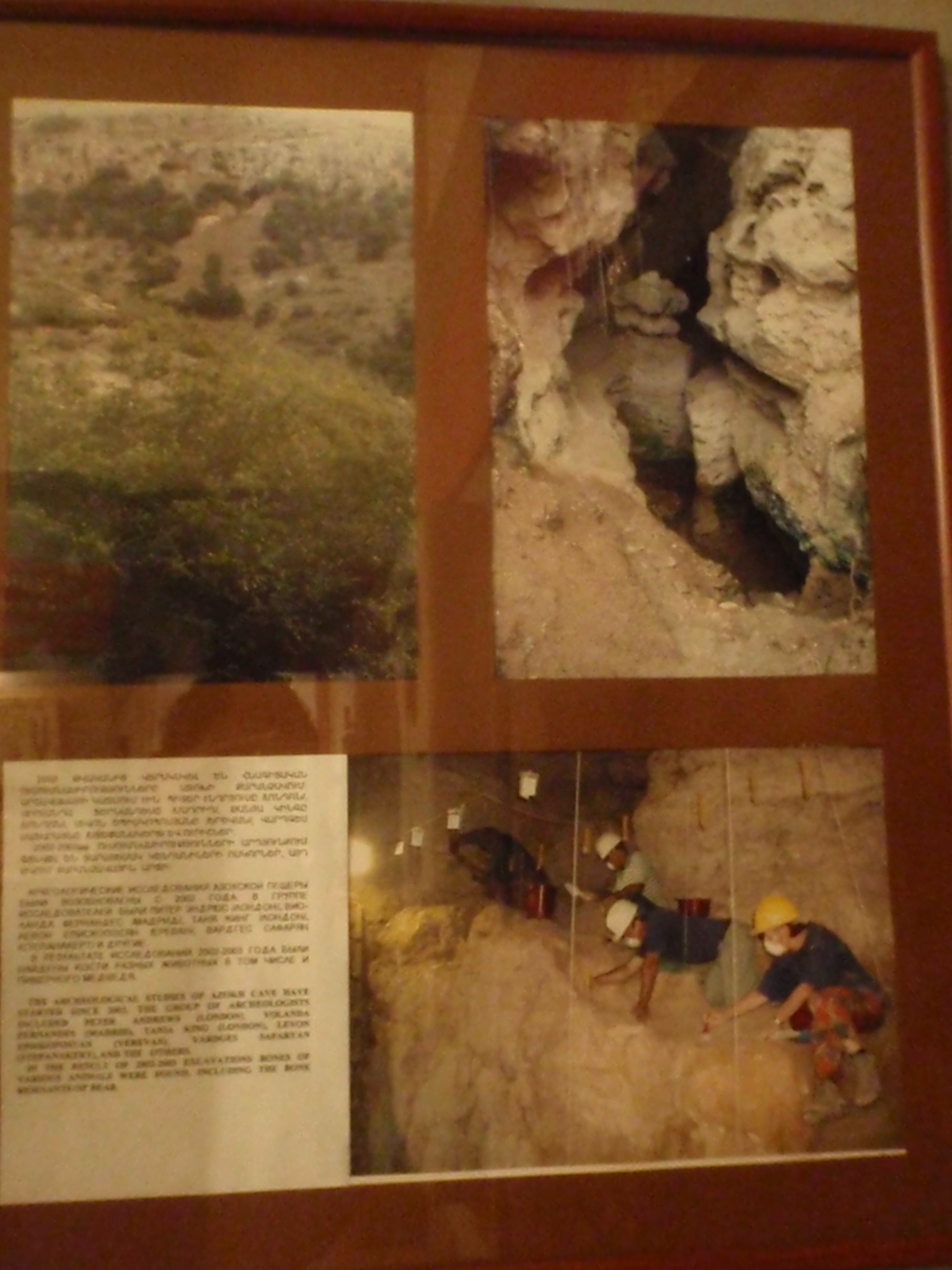
Фотографії з місця розкопок Азоської печери
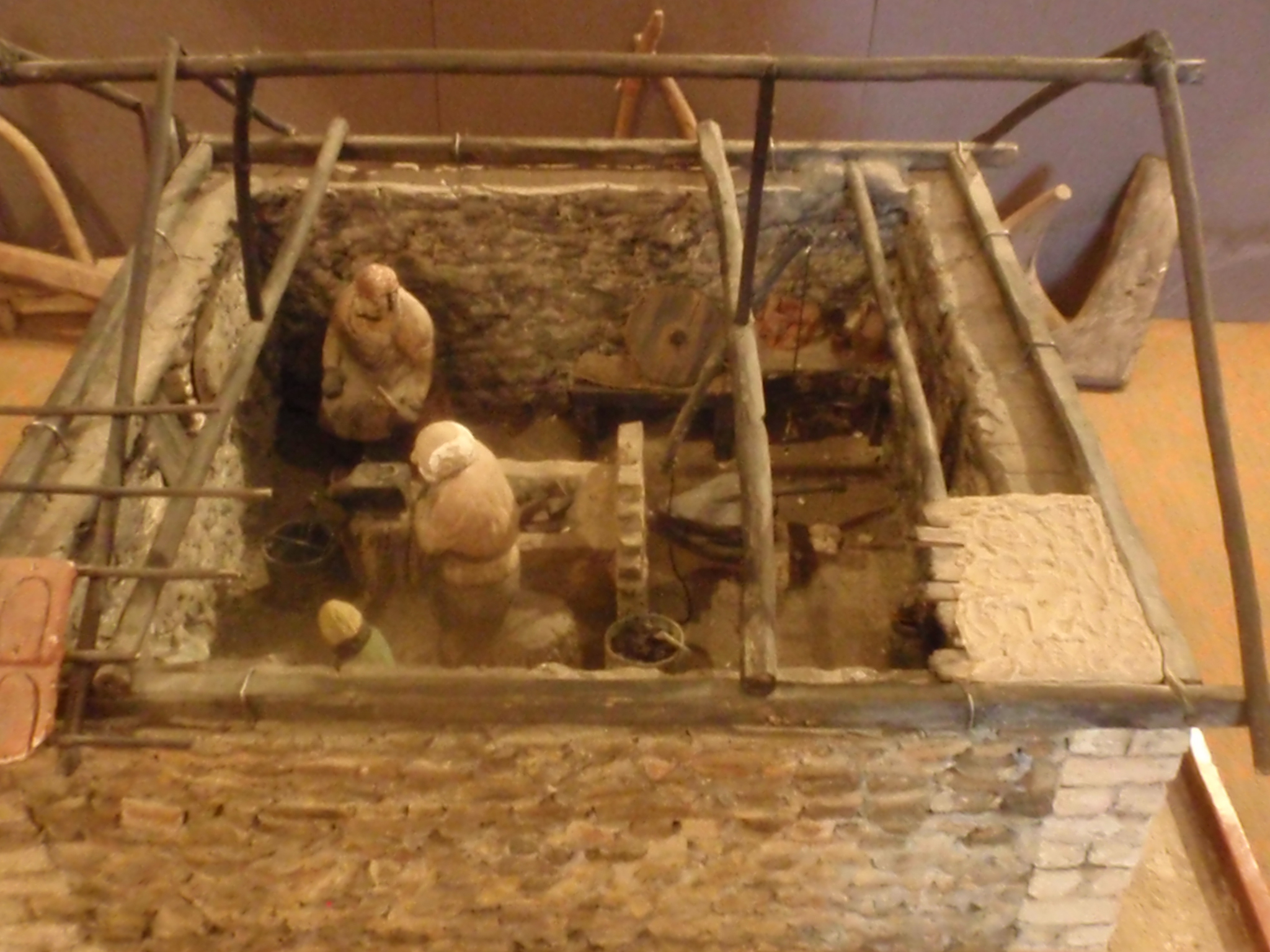
Відтворення помешкання карабахців
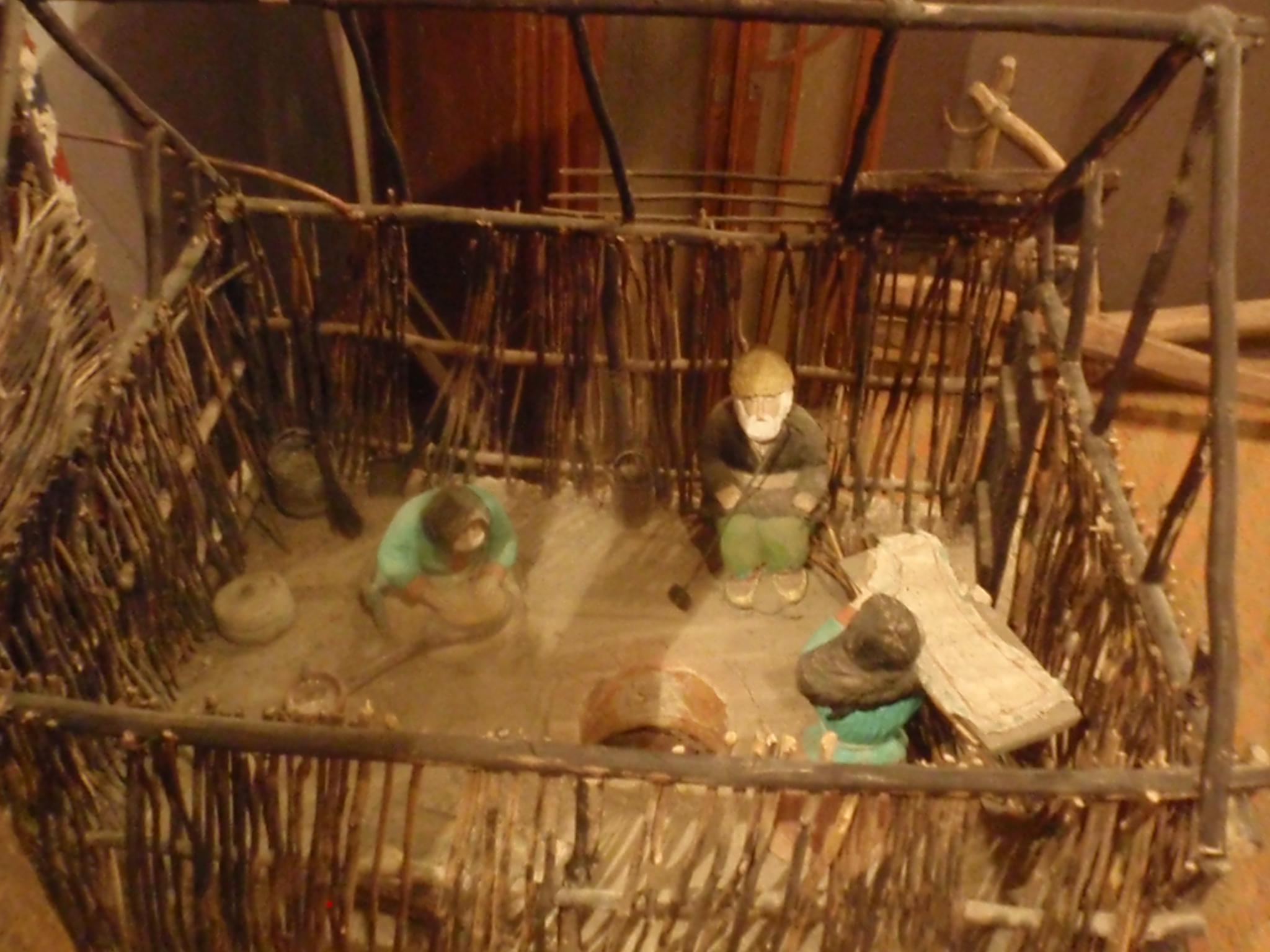
Відтворення помешкання карабахців